# SK Weilheim
SK Weilheim, pełna nazwa Schachklub Weilheim – niemiecki klub szachowy z siedzibą w Weilheim in Oberbayern.

## Historia
Klub został założony w 1884 roku. W 2019 roku zespół awansował do Oberligi. Podczas gry w Oberlidze w składzie drużyny znajdowali się m.in. Thomas Luther i Aleksandar Wohl. W 2023 roku klub zadebiutował w Pucharze Europy. Niemiecki zespół wygrał wówczas z Galway Chess Club, zremisował z Jyväs-Shakki, a przegrał z Obiettivo Risarcimento Padova, SK König Tegel 1949, TSM Schifflange, Butrinti Saranda i SV Mülheim-Nord i w klasyfikacji końcowej zajął 80. miejsce na 84 uczestniczące drużyny. W 2024 roku SK Weilheim spadł z Oberligi.